# Carlos Ibáñez (Radsportler)
Carlos Andrés Ibáñez González (* 30. Oktober 1981 in Cali) ist ein ehemaliger kolumbianischer Radrennfahrer.
Carlos Ibáñez begann seine Karriere 2002 bei dem kolumbianischen Radsportteam Colombia-Selle Italia. In seinem ersten Jahr dort gewann er eine Etappe bei der Vuelta al Táchira und er gewann die Bronzemedaille im Einzelzeitfahren der Panamerikameisterschaft. Im nächsten Jahr war er bei einem Teilstück der Vuelta a Colombia erfolgreich. 2005 gewann Ibáñez eine Etappe bei der Vuelta a Ávila und konnte dort auch die Gesamtwertung für sich entscheiden. Außerdem gewann er eine Etappe der Vuelta a Tenerife. 2006 fuhr er für das Continental Team Atom, wo er wieder eine Etappe der Vuelta a Colombia für sich entschied. In der Saison 2008 gewann er die U23-Austragung der Vuelta a España. In seiner letzten Saison 2010 fuhr Carlos Ibáñez für die kolumbianische Mannschaft Café de Colombia-Colombia es Pasión.

## Erfolge
2002
- eine Etappe Vuelta al Táchira
- Panamerikameisterschaft - Einzelzeitfahren

2003
- eine Etappe Vuelta a Colombia

2006
- eine Etappe Vuelta a Colombia

## Teams
- 2002 Colombia-Selle Italia
- 2003 Colombia-Selle Italia

- 2006 Atom

- 2010 Café de Colombia-Colombia es Pasión